# 832

## Esdeveniments

### Països Catalans
- S'investeix el nou comte de Barcelona i Girona, Berenguer I de Tolosa.

### Món
- Naixement llegendari de la bandera d'Escòcia
- Es crea l'escola de traductors de Bagdad, que recupera textos de totes les cultures i els enriqueix amb comentaris